# Křížová cesta (Frýdek-Místek)
Křížová cesta ve Frýdku-Místku se nachází v centru města v části Frýdek, u Baziliky minor Navštívení Panny Marie.

## Historie
Křížová cesta byla postavena v letech 1876 – 1877. Tvoří ji 14 zděných výklenkových kapliček postavených do kruhu kolem baziliky. Výjevy jednotlivých zastavení křížové cesty z pálené hlíny jsou dílem mnichovské Mayerovy školy.
Mezi VII. a VIII. zastavením stojí od roku 1882 kruhová novorenesanční kaple Nejsvětějšího Srdce Páně a Panny Marie, zvaná Římská. Proti Římské kapli ve výklenku chrámové apsidy je sousoší kalvarské, které pochází rovněž z mnichovské dílny.

Roku 2011 bylo okolí baziliky Navštívení Panny Marie včetně křížové cesty zrekonstruováno.
Křížová cesta společně s bazilikou je chráněna jako nemovitá Kulturní památka České republiky.